# Trachea conjuncta
Trachea conjuncta är en fjärilsart som beskrevs av Alfred Ernest Wileman 1914. Trachea conjuncta ingår i släktet Trachea och familjen nattflyn. Inga underarter finns listade i Catalogue of Life.